# 아나벨라 (배우)
아나벨라(Annabella, 1907년 7월 14일 ~ 1996년 9월 18일)는 프랑스의 배우이다.

## 참여 작품
- 나폴레옹 (1927년 영화)
- 북호텔
- 13 루 마드렌